# Zerobalancing
Zerobalancing oder auch Kontenausgleichsverfahren ist ein Begriff des Cash Managements und gehört damit zum Finanzmanagement. Es bezeichnet ein Verfahren, bei denen die Salden auf den Bankkonten eines Unternehmens automatisch miteinander ausgeglichen werden. Dies unterstützt eine optimale Gelddisposition auf einem zentralen Bankkonto, da dadurch durch den Geldhandel eines Unternehmens die frei verfügbare Liquidität optimal angelegt werden beziehungsweise eine Liquiditätsunterdeckung durch entsprechende Tages- und Termingeschäfte aufgenommen werden kann.

## Das manuelle Verfahren
Werden die Konten eines Unternehmens manuell auf ein zentrales Konto disponiert, bestimmen ein oder mehrere Gelddisponenten auf Basis von Zahlungsavisen und den Daten aus dem Zahlungsverkehr den jeweiligen zu erwartenden Saldo des Bankkontos und transferieren den letztendlichen Tagessaldo eines Bankkontos und veranlassen taggleich den Transfer des Saldos. Dieses Verfahren ist arbeitsaufwendig und in seiner Güte darauf angewiesen, dass der Disponent über alle Informationen von Zahlungsein- und -ausgängen auf dem jeweiligen Bankkonto informiert ist. Dieses Verfahren ist damit fehleranfällig, bietet allerdings den Vorteil, dass es bankübergreifend funktioniert. Die meisten größeren Unternehmen haben daher diese Verfahren automatisiert.

## Das automatische Verfahren
Im automatischen Verfahren bestimmt die Bank jeweils kurz vor dem jeweiligen Buchungsschluss den auf dem jeweiligen Konto vorliegenden Saldo und gleicht die Liquidität gegenüber einem zentralen Konto aus. Hat die Niederlassung A also beispielsweise Zahlungseingänge in Höhe von 100.000 Euro erhalten, so dass der Saldo auf dem Bankkonto 100.000 Euro beträgt, transferiert die Bank automatisch diesen Betrag auf das zentrale Bankkonto des Unternehmens, so dass das Bankkonto der Niederlassung damit auf Null disponiert ist und der Geldhandel der Zentrale diese Liquidität optimal anlegen kann. Leistet die Niederlassung dagegen Zahlungen in Höhe von 50.000 Euro, so dass das Konto entsprechend einen negativen Saldo ausweist, wird das Konto automatisch durch das Zentralkonto ausgeglichen, so dass keine Überziehungszinsen fällig werden.